# Atil (Rusia)

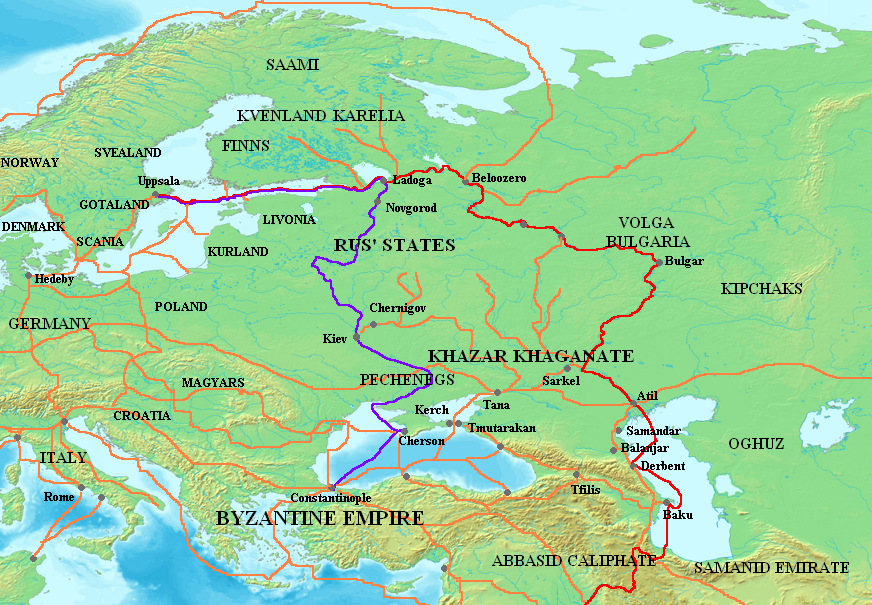
Mapa con las principales rutas de comercio varegas: las rutas comerciales del Volga (en rojo) y de los varegos a los griegos (en púrpura). El resto de las rutas comerciales de los siglos al aparecen en color anaranjado.

Atil, o Itil (literalmente "Gran río"), fue la capital del Jaganato Jázaro o Jazaria (adyacente al Imperio bizantino) desde mediados del siglo VIII hasta finales del siglo X.
La palabra es también la designación en lengua túrquica del río Volga.
Atil se encontraba ubicada sobre el delta del Volga en el extremo noroeste del mar Caspio. Luego de la derrota de los jázaros durante la segunda guerra árabo-jázara, Atil se convirtió en la capital de Jazaria. La ciudad era conocida como Khamlij en los escritos árabes del siglo IX y el nombre Atil aparece durante el siglo X. Para esta época, la ciudad era un gran centro comercial, y se componía de tres partes separadas por el Volga. La zona oeste contenía el centro administrativo de la ciudad, con la corte y una gran guarnición militar. La zona este de la ciudad era más moderna y era el centro comercial de Atil, contando con numerosos baños públicos y negocios. Entre ambas zonas se encontraba una isla en la que se asentaban los palacios del Jaghan jázaro y el Bek. La isla estaba conectada a una de las otras zonas mediante un puente de pontones. De acuerdo con fuentes árabes, una mitad de la ciudad era llamada Atil, y la otra Jazarán.
Atil fue una ciudad con una gran diversidad étnica y religiosa, habitada por judíos, cristianos, chamanes, y paganos, muchos de ellos negociantes de países extranjeros. Cada grupo religioso tenía su lugar exclusivo de oración en la ciudad, y la justicia era administrada por siete jueces (dos cristianos, tres judíos, y dos musulmanes, y un único juez para todos los chamanes y otros paganos).
Sviatoslav I de Kiev asoló Atil entre los años 968 o 969. Ibn Hawqal y al-Muqaddasi se refieren a Atil con posterioridad al 969, lo que indicaría que habría sido reconstruida. Al-Biruni a mediados del siglo XI informa que Atil se encontraba de nuevo en ruinas, y no menciona la ciudad de Saqsin, que fue construida en las proximidades, por lo que es posible que esta nueva Atil fuera destruida hacia mediados del siglo XI.
Nunca se ha podido identificar de manera certera los restos arqueológicos de Atil. Se cree pueden haber sido barridos por el crecimiento de nivel del mar Caspio. Sin embargo, desde comienzos del 2003 Dmitri Vasíliev, de la Universidad estatal de Astracán condujo una serie de excavaciones en Samosdélskoye cerca de la villa de Samosdelka (ruso: Самосделка) en el delta del Volga. Vasíliev asoció los artefactos encontrados en el sitio con las culturas de Jazar, Oguz y Bolgar, lo que lo llevó a creer que había encontrado las ruinas de Saqsin. El tema aún no ha sido resuelto. En el 2006 Vasilyev indicó que considera que los niveles inferiores del yacimiento arqueológico en Samosdelka son idénticos al sitio de Atil. Más de una década después, Damir Solovyov propuso que el sitio de Semibugry (ruso: Семибугры), también ubicado en el delta del Volga, podrían ser los restos arqueológicos de Atil, en lugar de Samosdelka.